# جو اورتن
جان کینگزلی اورتن (انگلیسی: John Kingsley Orton؛ ۱ ژانویه ۱۹۳۳ – ۹ اوت ۱۹۶۷) که به نام تخلص جو اورتن شناخته می‌شود، نمایشنامه‌نویس، نویسنده و روزنامه‌نگار انگلستانی بود. فعالیت عمومی او — از سال ۱۹۶۴ تا زمان مرگ در سال ۱۹۶۷ — کوتاه اما بسیار تأثیرگذار بود. در این مدت کوتاه او با کمدی سیاه‌های جنجالی خود مخاطبان را شوکه، خشمگین و سرگرم کرد. صفت Ortonesque به اثری اشاره دارد که با یک بدبینی مشابه تاریک و در عین حال کلبی‌گری لوده‌گری توصیف می‌شود.
در ۹ اوت ۱۹۶۷، شریک زندگی‌اش کنت هالیول اورتن ۳۴ ساله را در خانه‌شان در ایزلینگتون لندن با ۹ ضربه چکش به سرش کشته و پس از آن، با مصرف بیش از حد نمبوتال خودش را کشت. در سال ۱۹۷۰، ساندی تایمز گزارش داد که چهار روز قبل از قتل، اورتن به یک از دوستانش گفته بود که می‌خواهد رابطه خود را با هالیول پایان دهد، اما نمی‌داند چگونه این مسئله را به او بگوید.